# سیارک ۱۱۸۵۳
سیارک ۱۱۸۵۳ (به انگلیسی: 11853 Runge، نامگذاری:1988RV1) یازده هزار و هشتصد و پنجاه و سومین سیارک کشف شده‌است که در ۷ سپتامبر ۱۹۸۸ کشف شد.
قدر مطلق سیارک برابر ۱۳٫۹۰ است.